# Vals-les-Bains
Vals-les-Bains [vals le bɛ̃] est une commune française située dans le département de l'Ardèche en région Auvergne-Rhône-Alpes.
Situé au sud-est du département de l'Ardèche, Vals-les-Bains qui fait partie du parc naturel régional des Monts d'Ardèche est connue pour son thermalisme.

## Géographie

### Situation et description
Cité thermale, Vals-les-Bains est traversée par la Volane et la Besorgues, elle est aussi bordée par l'Ardèche.
Station touristique, Vals-les-Bains est également terre de contrastes, avec une altitude variant de 328 à 985 mètres.
Commune du parc naturel régional des Monts d'Ardèche, Vals-les-Bains est située à cinq kilomètres d'Aubenas et fait partie de la communauté de communes du Bassin d'Aubenas.

### Communes limitrophes
Vals-les-Bains est limitrophe de dix communes, toutes situées dans le département de l'Ardèche. Elles sont réparties de la manière suivante :

### Hydrographie
Le territoire communal est longé par l'Ardèche, affluent droit du Rhône de 125,1 km de longueur, qui a donné son nom au département où est implantée la commune.

### Climat
Pour des articles plus généraux, voir Climat d'Auvergne-Rhône-Alpes et Climat de l'Ardèche.
En 2010, le climat de la commune est de type climat méditerranéen franc, selon une étude du CNRS s'appuyant sur une série de données couvrant la période 1971-2000. En 2020, Météo-France publie une typologie des climats de la France métropolitaine dans laquelle la commune est exposée à un climat de montagne ou de marges de montagne et est dans une zone de transition entre les régions climatiques « Provence, Languedoc-Roussillon » et « Sud-est du Massif Central ». 
Pour la période 1971-2000, la température annuelle moyenne est de 12,1 °C, avec une amplitude thermique annuelle de 17,4 °C. Le cumul annuel moyen de précipitations est de 1 198 mm, avec 7,7 jours de précipitations en janvier et 4,8 jours en juillet. Pour la période 1991-2020, la température moyenne annuelle observée sur la station météorologique installée sur la commune est de 13,5 °C et le cumul annuel moyen de précipitations est de 1 250,4 mm,. Pour l'avenir, les paramètres climatiques de la commune estimés pour 2050 selon différents scénarios d'émission de gaz à effet de serre sont consultables sur un site dédié publié par Météo-France en novembre 2022.
| Mois                                  | jan.           | fév.             | mars          | avril           | mai           | juin           | jui.          | août          | sep.          | oct.          | nov.          | déc.             | année     |
| ------------------------------------- | -------------- | ---------------- | ------------- | --------------- | ------------- | -------------- | ------------- | ------------- | ------------- | ------------- | ------------- | ---------------- | --------- |
| Température minimale moyenne (°C)     | 1,6            | 1,7              | 4,4           | 7,2             | 10,7          | 14,3           | 16,4          | 16,1          | 12,8          | 9,5           | 5,2           | 2,2              | 8,5       |
| Température moyenne (°C)              | 5,2            | 6,1              | 9,6           | 12,5            | 16,4          | 20,6           | 23,1          | 22,5          | 18,1          | 13,7          | 8,9           | 5,7              | 13,5      |
| Température maximale moyenne (°C)     | 8,8            | 10,6             | 14,9          | 17,9            | 22,1          | 26,8           | 29,7          | 28,9          | 23,4          | 17,9          | 12,6          | 9,2              | 18,6      |
| Record de froid (°C) date du record   | −15 24.01.1963 | −14,9 11.02.1956 | −9,5 01.03.05 | −2,5 06.04.1970 | −1 04.05.1967 | 3,7 10.06.1956 | 3 06.07.1974  | 5 30.08.1986  | 3 19.09.1983  | −1,5 26.10.03 | −8 23.11.1998 | −13,1 27.12.1962 | −15 1963  |
| Record de chaleur (°C) date du record | 20,2 10.01.15  | 24 24.02.20      | 27 17.03.14   | 31,5 14.04.15   | 33,6 21.05.22 | 40,6 28.06.19  | 40,1 24.07.19 | 40,6 23.08.23 | 34,9 10.09.23 | 29,6 02.10.11 | 23,2 15.11.15 | 19,4 30.12.21    | 40,6 2023 |
| Précipitations (mm)                   | 99,5           | 64,1             | 69,6          | 90,8            | 93,9          | 66             | 62,1          | 79,1          | 143,7         | 184,2         | 180,3         | 117,1            | 1 250,4   |

### Voies de communication
Le territoire communal est traversé par la route départementale 578 (RD578) qui relie le bourg à la route nationale 102.

### Lieux-dits, hameaux et écarts
La commune compte 42 hameaux. On peut citer parmi ceux-ci : Le Pont de l'Ocre, les Tineaux, Oubreyts, Autuche, La Tine, Le Pont de Verdeau, Les Fabres, Les Issoux, Les Bruges, Le Pra, Tesseaux, Chamblas, Arlix, Longe Serre.

## Urbanisme

### Typologie
Au 1er janvier 2024, Vals-les-Bains est catégorisée ceinture urbaine, selon la nouvelle grille communale de densité à 7 niveaux définie par l'Insee en 2022.
Elle appartient à l'unité urbaine d'Aubenas, une agglomération intra-départementale dont elle est une commune de la banlieue,. Par ailleurs la commune fait partie de l'aire d'attraction d'Aubenas, dont elle est une commune du pôle principal,. Cette aire, qui regroupe 68 communes, est catégorisée dans les aires de 50 000 à moins de 200 000 habitants,.

### Occupation des sols
L'occupation des sols de la commune, telle qu'elle ressort de la base de données européenne d’occupation biophysique des sols Corine Land Cover (CLC), est marquée par l'importance des forêts et milieux semi-naturels (68,9 % en 2018), une proportion sensiblement équivalente à celle de 1990 (69,2 %). La répartition détaillée en 2018 est la suivante : forêts (67,1 %), zones agricoles hétérogènes (16,3 %), prairies (7,9 %), zones urbanisées (6,9 %), milieux à végétation arbustive et/ou herbacée (1,9 %).
L'évolution de l’occupation des sols de la commune et de ses infrastructures peut être observée sur les différentes représentations cartographiques du territoire : la carte de Cassini (XVIIIe siècle), la carte d'état-major (1820-1866) et les cartes ou photos aériennes de l'IGN pour la période actuelle (1950 à aujourd'hui).

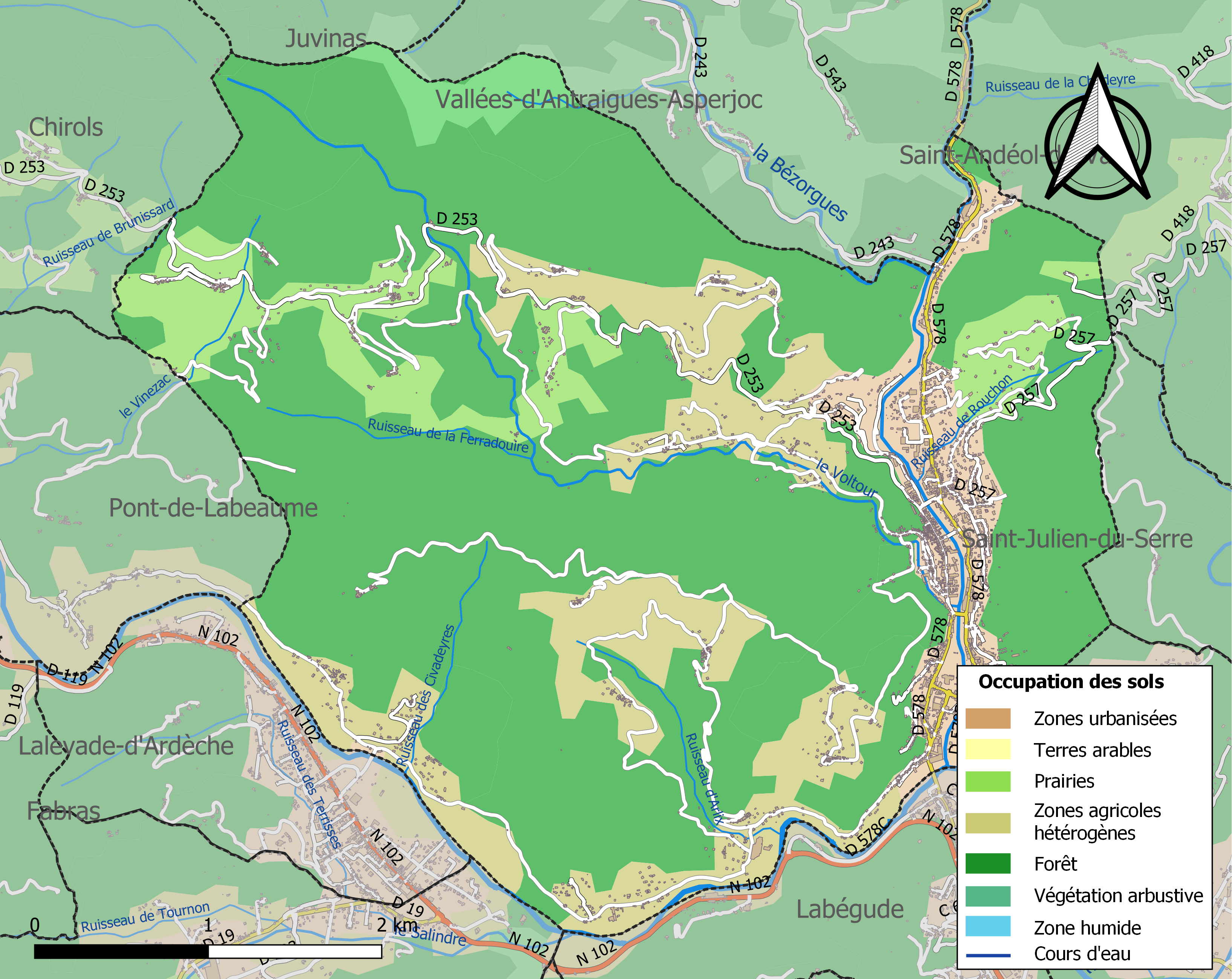
Carte des infrastructures et de l'occupation des sols de la commune en 2018 (CLC).

### Risques naturels

#### Risques sismiques
L'ensemble du territoire de la commune de Vals-les-Bains est situé en zone de sismicité no 2 (sur une échelle de 5), comme la plupart des communes situées sur le plateau et la montagne ardéchoise.
| Type de zone | Niveau           | Définitions (bâtiment à risque normal) |
| ------------ | ---------------- | -------------------------------------- |
| Zone 2       | Sismicité faible | accélération = 1,1 m/s2                |

## Toponymie
Attestations médiévales : Sanctus Martinus de Vallo au XIe siècle, Vallis en 1179. Ces mentions font privilégier l'étymologie val, « vallée », du latin vallis en dépit de la possibilité d'une corruption de la racine pré-indo-européenne bals, elle-même variante du thème bal-/bau- et désignant un escarpement de rochers, des rochers à pic, un précipice (notamment « les Bals », lieu-dit dans l'Aude).

## Histoire
L'histoire de Vals-les-Bains est profondément mêlée à celle du thermalisme, lequel remonte au XVIIe siècle. De la découverte des vertus des eaux de Vals à sa renommée internationale, le thermalisme valsois a profondément marqué la cité.
Vals et Aubenas, voisines, voient leur histoire se mêler, parfois s'opposer. Jusqu'à la Révolution française, Vals était sous sa domination, celle des seigneurs : les  Montlaur, Maubec, Modène, d'Ornano, Harcourt et de Vogüé. Entre le XVIe siècle et le XVIIIe siècle les luttes entre Aubenas et Vals se succèdent. L'église Saint-Martin est en partie détruite par les protestants au XVIe siècle. La révolution de 1848 est bien accueillie par la majorité de la population, et son anniversaire célébré avec ferveur le 25 février 1849.
Les familles Champanhet de Sarjas et Chabalier furent les premières à affermer les eaux minérales de Vals.
Entre 1898 et 1932, la ville est desservie par le tramway de Vals-les-Bains à Aubenas.

### Seconde Guerre mondiale

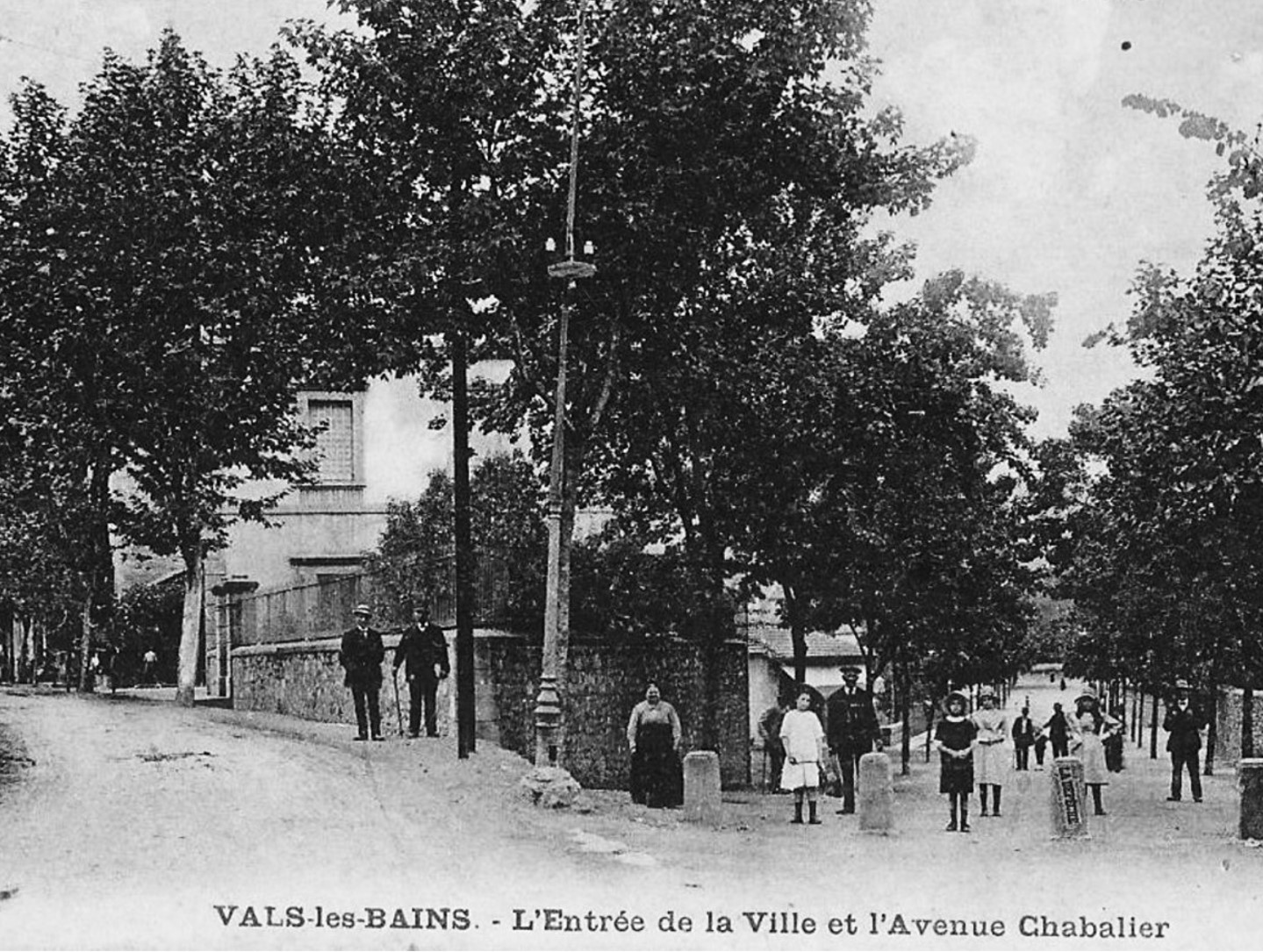
Avenue Chabalier vers 1942, par Marguerit-Bremond ed. (Le Puy).

Entre janvier 1941 et novembre 1942, divers bâtiments de Vals-les-Bains sont utilisés comme prison d'État pour des personnalités du Front populaire jugées responsables de la défaite de 1940 ; parmi elles, Georges Mandel, Marx Dormoy, Jules Moch, Léon Jouhaux, Paul Reynaud et Vincent Auriol. Il y a également des résistants (Bertie Albrecht, Léon Faye et Georges Loustaunau-Lacau notamment) internés administrativement. Marcel Bloch (Marcel Dassault) y est également retenu à deux reprises. Il y croise le colonel Groussard et le général Cochet. Vals est ainsi la « reine des internements administratifs » que l'État français met en place jusqu'à l'invasion de la zone libre par les Allemands.
Paul Reynaud y est interné d'abord au Grand Hôtel des Bains puis au château Clément. Il y reste enfermé jusqu'au 15 novembre, avant son transfert au fort du Portalet.
Rues et demeures portent les noms de ceux qui ont fait Vals, la famille Galimard - Champanhet de Sarjas - Le Sourd - Chabalier - Ribeyre.

### Héraldique
| Blason de Vals-les-Bains | Les armes de Vals-les-Bains se blasonnent ainsi : D'azur à la fontaine de deux étages d'or, jaillissante d'argent. |

### Administration municipale

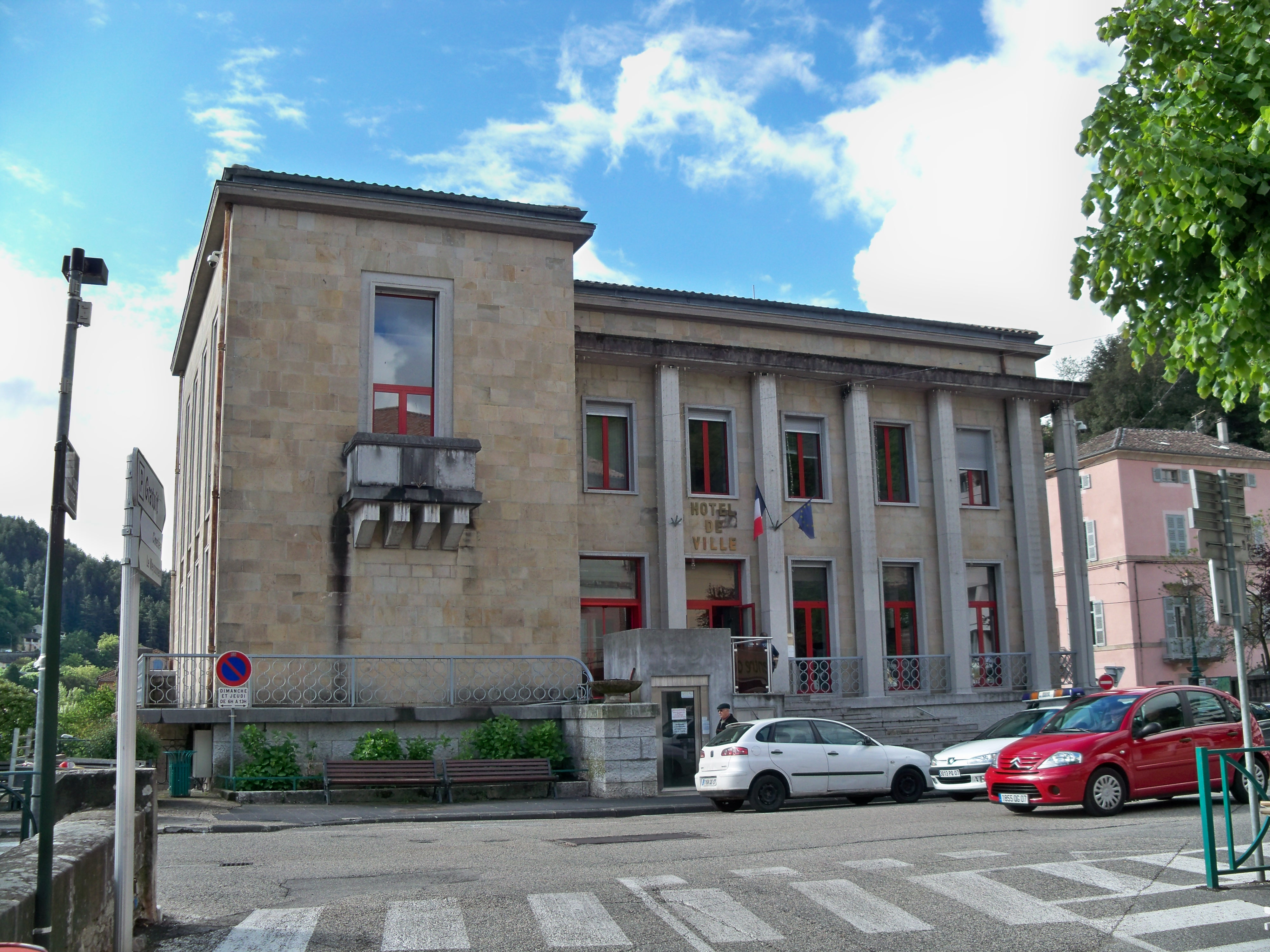
La mairie.

## Politique et administration

### Liste des maires
| Période                                  | Période                       | Identité          | Étiquette            | Qualité |
| ---------------------------------------- | ----------------------------- | ----------------- | -------------------- | --- |
| Les données manquantes sont à compléter. |                               |                   |                      | |
|                                          | mai 1884                      | Gaston Giraud     | Gauche républicaine  | Filateur |
| mai 1884                                 | mai 1900                      | Victorin Blachère | Réactionnaire        | Conseiller général du canton d'Antraigues-sur-Volane                                                                                |
| mai 1900                                 | 22 octobre 1905 (annulation)  | Abel Lagarde      | Gauche républicaine  | Médecin Conseiller général du canton d'Antraigues-sur-Volane                                                                        |
| 22 octobre 1905                          | 12 mai 1912                   | Frédéric Combier  | Libéral              | Négociant |
| 12 mai 1912                              | 7 décembre 1919               | Paul Champetier   | Radical-Socialiste   | Industriel Député de 1914 à 1919 |
| 7 décembre 1919                          | 1934 (démission)              | Paul Giraud       | Radical-Socialiste   | Industriel |
| mai 1934                                 | 1941                          | Louis Mouraret    | SFIO                 | Directeur de société |
| mai 1941                                 | 1941 (révocation)             | Louis Coudène     | SFIO                 | Garagiste |
| 1941                                     | 2 juillet 1943 (démission)    | Louis Le Sourd    |                      | Médecin |
| 2 juillet 1943                           | 14 août 1944                  | Paul Ribeyre      | Modéré               | Directeur de société |
| 14 août 1944                             | 18 mai 1945                   | Louis Coudène     | SFIO                 | Président du comité de Libération                                                                                                   |
| 18 mai 1945                              | 20 mars 1983                  | Paul Ribeyre      | CNIP puis UDF        | Directeur de société Député, sénateur, ministre                                                                                     |
| 20 mars 1983                             | 24 mars 1989                  | Jean-Paul Ribeyre | UDF                  | Avocat Conseiller régional de Rhône-Alpes (1986-1992)                                                                               |
| 24 mars 1989                             | 2 octobre 1993                | Jean-Marie Alaize | PS                   | Professeur Député (1981-1986 et 1988-1993)                                                                                          |
| 2 octobre 1993                           | 11 février 2022 (démission)   | Jean-Claude Flory | RPR puis UMP puis LR | Conseiller en gestion Député de l'Ardèche (2002-2012) Conseiller général (1994-2001) Conseiller régional (1998-2002 puis 2015-2021) |
| 17 février 2022                          | En cours (au 20 février 2022) | Michel Ceysson    | DVD                  | Retraité en immobilier |

### Intercommunalité et syndicats intercommunaux
La commune adhère, entre autres, à la communauté de communes du Bassin d'Aubenas qui regroupe 29 communes dont Aubenas, et au parc naturel régional des Monts d'Ardèche, ainsi qu'aux associations suivantes :
- le syndicat intercommunal pour le thermalisme et l'environnement (SITHERE)[25] ;
- Plus beaux détours de France ;
- Thermalliance ;
- l'association nationale des maires des stations classées et des communes touristiques ;
- l'association des maires de l'Ardèche ;
- Route des villes d'eaux du Massif central ;
- l'association nationale des maires des communes thermales ;
- le SIVU des inforoutes de l'Ardèche.

## Population et société
L'évolution du nombre d'habitants est connue à travers les recensements de la population effectués dans la commune depuis 1793. Pour les communes de moins de 10 000 habitants, une enquête de recensement portant sur toute la population est réalisée tous les cinq ans, les populations de référence des années intermédiaires étant quant à elles estimées par interpolation ou extrapolation. Pour la commune, le premier recensement exhaustif entrant dans le cadre du nouveau dispositif a été réalisé en 2007.

En 2022, la commune comptait 3 479 habitants, en évolution de −1,75 % par rapport à 2016 (Ardèche : +2,48 %, France hors Mayotte : +2,11 %).
| 1793  | 1800  | 1806  | 1821  | 1831  | 1836  | 1841  | 1846  | 1851  |
| ----- | ----- | ----- | ----- | ----- | ----- | ----- | ----- | ----- |
| 2 063 | 1 960 | 2 090 | 2 201 | 2 355 | 2 415 | 2 789 | 2 834 | 2 875 |

| 1856  | 1861  | 1866  | 1872  | 1876  | 1881  | 1886  | 1891  | 1896  |
| ----- | ----- | ----- | ----- | ----- | ----- | ----- | ----- | ----- |
| 2 963 | 2 800 | 2 795 | 3 240 | 3 301 | 3 410 | 3 911 | 3 684 | 3 817 |

| 1901  | 1906  | 1911  | 1921  | 1926  | 1931  | 1936  | 1946  | 1954  |
| ----- | ----- | ----- | ----- | ----- | ----- | ----- | ----- | ----- |
| 4 025 | 4 352 | 4 414 | 4 004 | 4 218 | 3 956 | 3 691 | 3 719 | 3 843 |

| 1962  | 1968  | 1975  | 1982  | 1990  | 1999  | 2006  | 2007  | 2012  |
| ----- | ----- | ----- | ----- | ----- | ----- | ----- | ----- | ----- |
| 3 866 | 4 190 | 4 129 | 3 933 | 3 661 | 3 536 | 3 716 | 3 741 | 3 412 |

| 2017  | 2022  | - | - | - | - | - | - | - |
| ----- | ----- | - | - | - | - | - | - | - |
| 3 582 | 3 479 | - | - | - | - | - | - | - |

### Manifestations culturelles et festivités

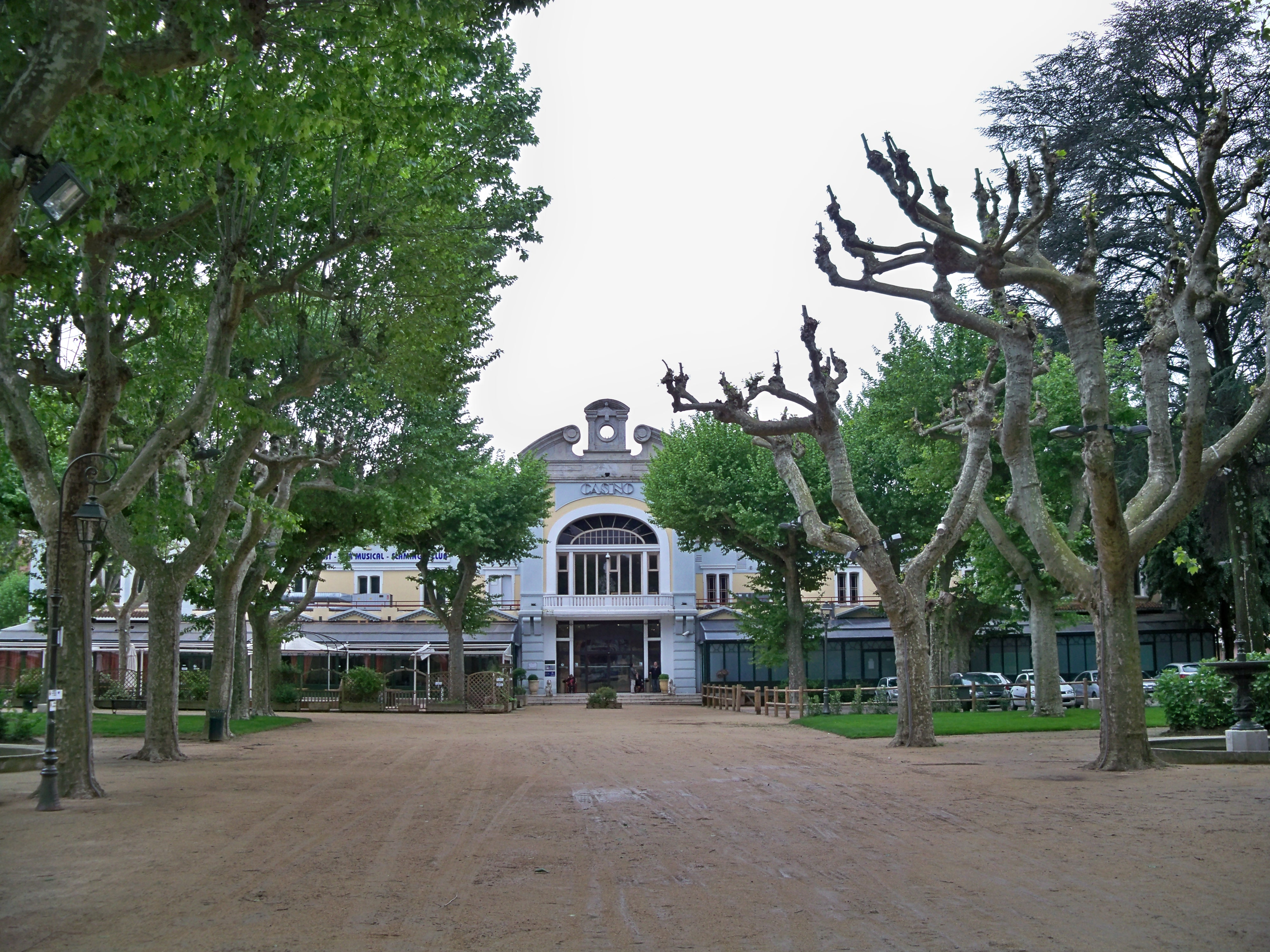
Le casino, côté jardin.

- Les soirs d'été, l'esplanade accueille artistes, artisans et touristes pour un marché nocturne.
- Le casino et ses machines à sous, discothèque, théâtre et bonnes tables, assurent une animation nocturne continue.
- Le théâtre à l'italienne offre une programmation annuelle pluridisciplinaire (théâtre, danse, musique, cirque, opéra, spectacles jeune public...).

### Enseignement
Les élèves de Vals, commune rattachée à l'académie de Grenoble, commencent leur scolarité sur la commune, qui compte une école maternelle, une école élémentaire publique et une privée. Ils poursuivent leur étude au collège Louis-Georges-Gouy, de Vals.

### Santé

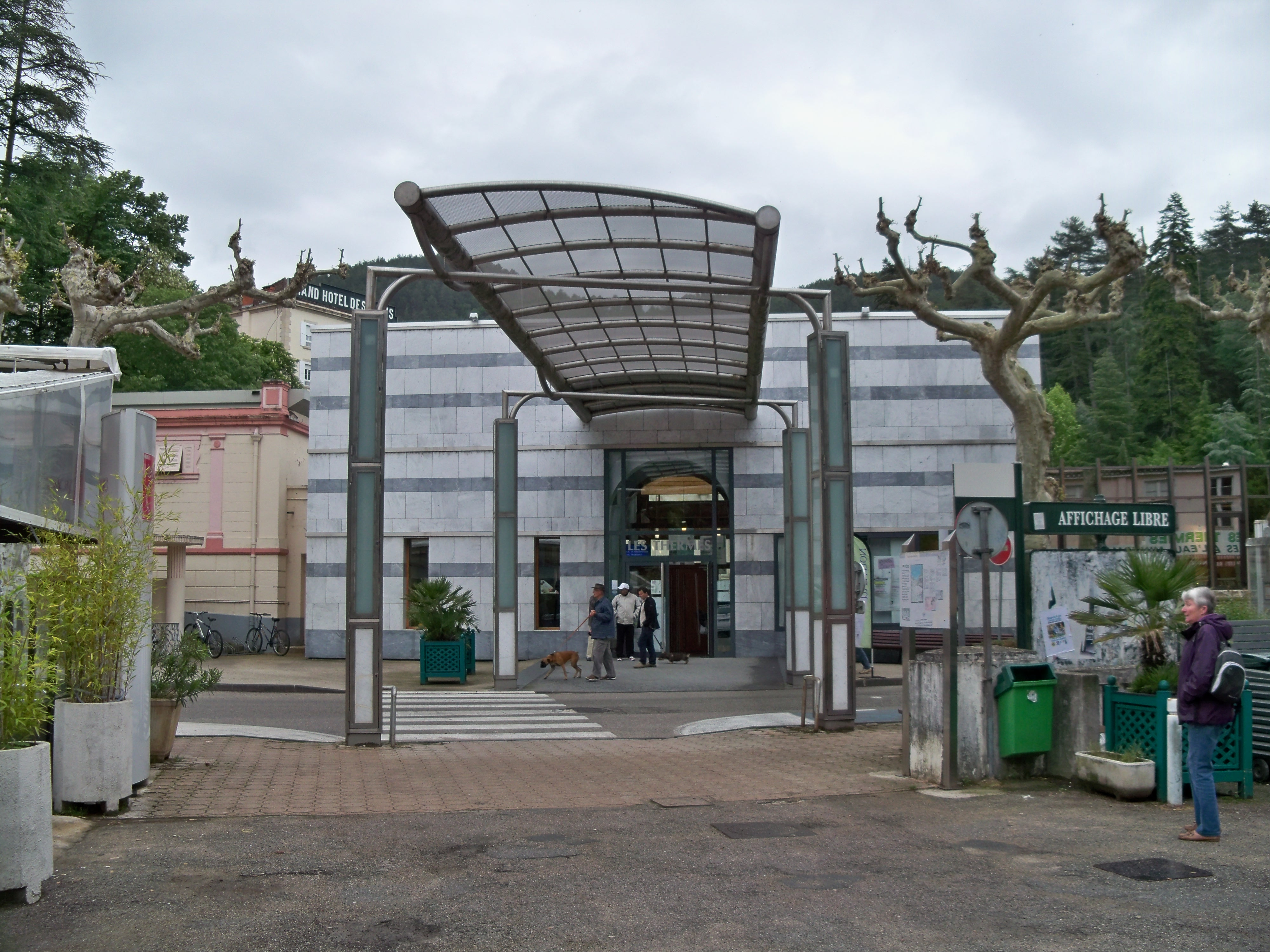
Les thermes.

La commune dispose d'un centre hospitalier, CH Paul-Ribeyre, notamment en relation avec les thermes de la ville. Des cures thermales sont proposées, et reconnues par la Sécurité sociale, concernant le traitement des maladies liées aux troubles du métabolisme, du diabète et de l'obésité.

### Médias
La commune est située dans la zone de distribution de deux organes de la presse écrite :
- L'Hebdo de l'Ardèche

Il s'agit d'un journal hebdomadaire français basé à Valence et diffusé à Privas depuis 1999. Il couvre l'actualité de tout le département de l'Ardèche.
- Le Dauphiné libéré

Il s'agit d'un journal quotidien de la presse écrite française régionale distribué dans la plupart des départements de l'ancienne région Rhône-Alpes, notamment l'Ardèche. La commune est située dans la zone d'édition d'Aubenas - Privas - Vallée du Rhône.

### Cultes
La communauté catholique et l'église paroissiale (propriété de la commune) de Vals-les-Bains sont rattachées à la paroisse Saint Roch en Pays de Vals qui, elle-même, dépend du diocèse de Viviers.

### Sport
En rugby, le Rugby Club Aubenas Vals, qui est partagé avec la commune voisine d'Aubenas, dispute la Nationale lors de la saison 2020-2021.

## Économie

### Thermalisme
- Thermalisme médical : Vals-les-Bains compte 143 sources qui pour la plupart ont été exploitées dès le XVIIe siècle. Cette cité thermale est une station réputée pour le traitement et la prévention du diabète, de l'obésité et des troubles nutritionnels. L'établissement thermal est ouvert toute l'année et propose des cures avec hospitalisation ou avec hébergement libre. Parmi les eaux utilisées en cure de boisson, la Camuse, la Constantine, la Désirée, la Dominique, la Précieuse et la Rigolette sont les plus prescrites.
- Thermalisme Bien-Être : l'établissement thermal propose également des moments et séjours « détente », avec massages, bains et huiles essentielles, application de boue, hammam, piscine et jacuzzi, soins esthétiques…
- Vals-les-Bains est le premier parc hôtelier du département de l'Ardèche avec pas moins de quinze hôtels. Campings, gîtes, chambres d'hôtes et autres meublés viennent compléter l'offre touristique.

### Entreprises

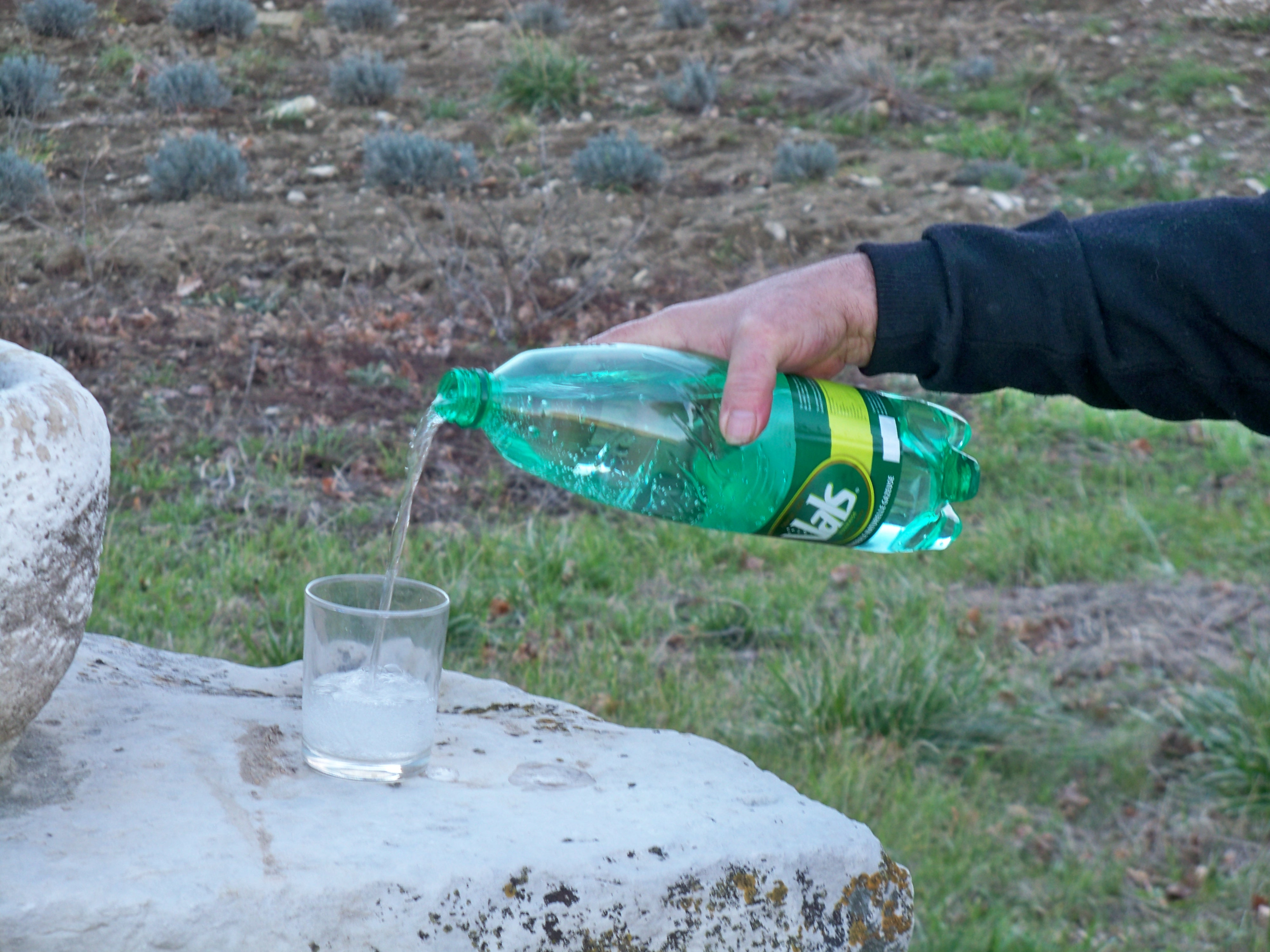
Eau de Vals.

- Eau de Vals née de la famille Galimard.
- Glacier Beatrix crée en 1930 par Angelo Cerdini. « Entreprise du patrimoine vivant ».
- Laiterie Carrier créée en 1966 par Alfred et Marcel Carrier.

## Culture locale et patrimoine

### Patrimoine religieux
- Le calvaire domine la ville et fait partie du patrimoine valsois. Il aurait été édifié en 1732 par Malmazet, un chirurgien miraculeusement guéri d'une grave maladie.

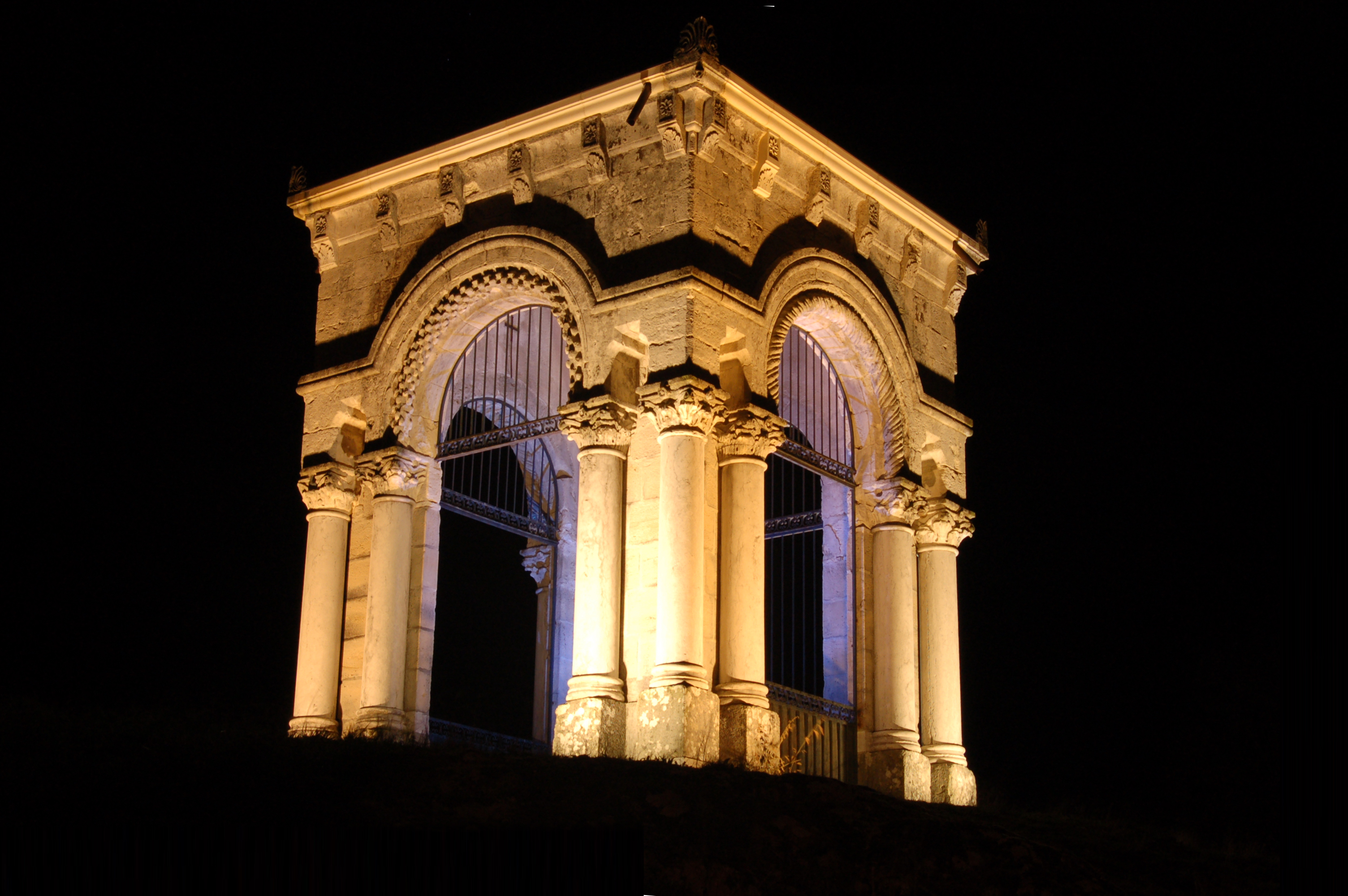
Calvaire surplombant la ville.

- L'église Saint-Martin du XIe siècle fut détruite par les calvinistes et reconstruite par la suite.
- L'église Sainte-Marguerite-de-Vals du Serre d'Oubreyts actuelle date de 1882 et a été consacrée en 1888. Elle a été offerte par la Famille Galimard propriétaire des Eaux de Vals ; de style néo-gothique, elle surprend par sa clarté et la beauté de ses vitraux, et leurs lumières contrastées. Initialement à traction électrique, l'orgue a été construit par le facteur Joseph Merklin qui le présenta à l'Exposition universelle de Paris en 1889 (aux « côtés » de la tour Eiffel). C'est alors que la paroisse de Vals-les-Bains fit l'acquisition de cet instrument.
- Chapelle du Calvaire de Vals-les-Bains.
- Chapelle du monastère Sainte-Claire de Vals-les-Bains.
- Chapelle Sainte-Marguerite de Vals les Bains.
- Temple de Vals-les-Bains.

### Lieux et monuments

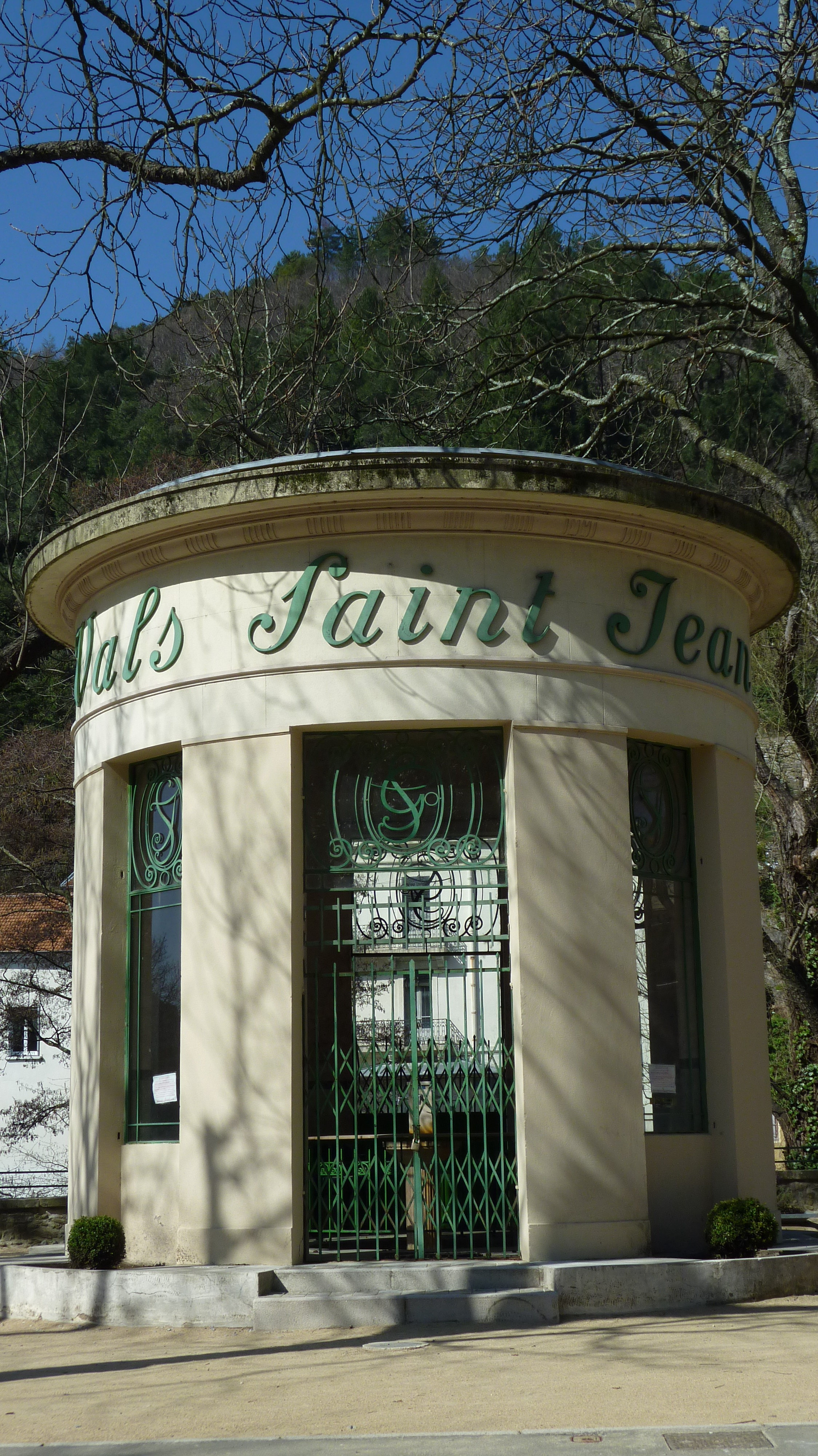
Kiosque Saint-Jean.

- Le quartier thermal, dans un style « Belle Époque » ; ce quartier, récemment rénové, est souligné par un parc aux essences multiples. Une promenade en bordure de la rivière permet d'admirer la Manon, sculpture de Maas, mais aussi les chevaux de l'artiste Chipon…
- Le parc est un lieu de flânerie et de loisirs sur lequel donnent le casino, le théâtre et le cinéma. Il a été conçu en 1867 par l'architecte lyonnais Marc-Antoine Luizet et son fils Gabriel. Il abrite plus de 300 arbres et plus de 1 000 arbustes pour 40 essences différentes, venues des quatre coins du monde. C'est aussi le lieu où l'on trouve la fameuse et mystérieuse source intermittente qui jaillit toutes les 6 heures à partir de 5 h 30.
- Se trouve sur la commune un séquoia à feuilles d'if géant âgé de 150 ans, mesurant 53 m de haut et 9,45 m de circonférence.

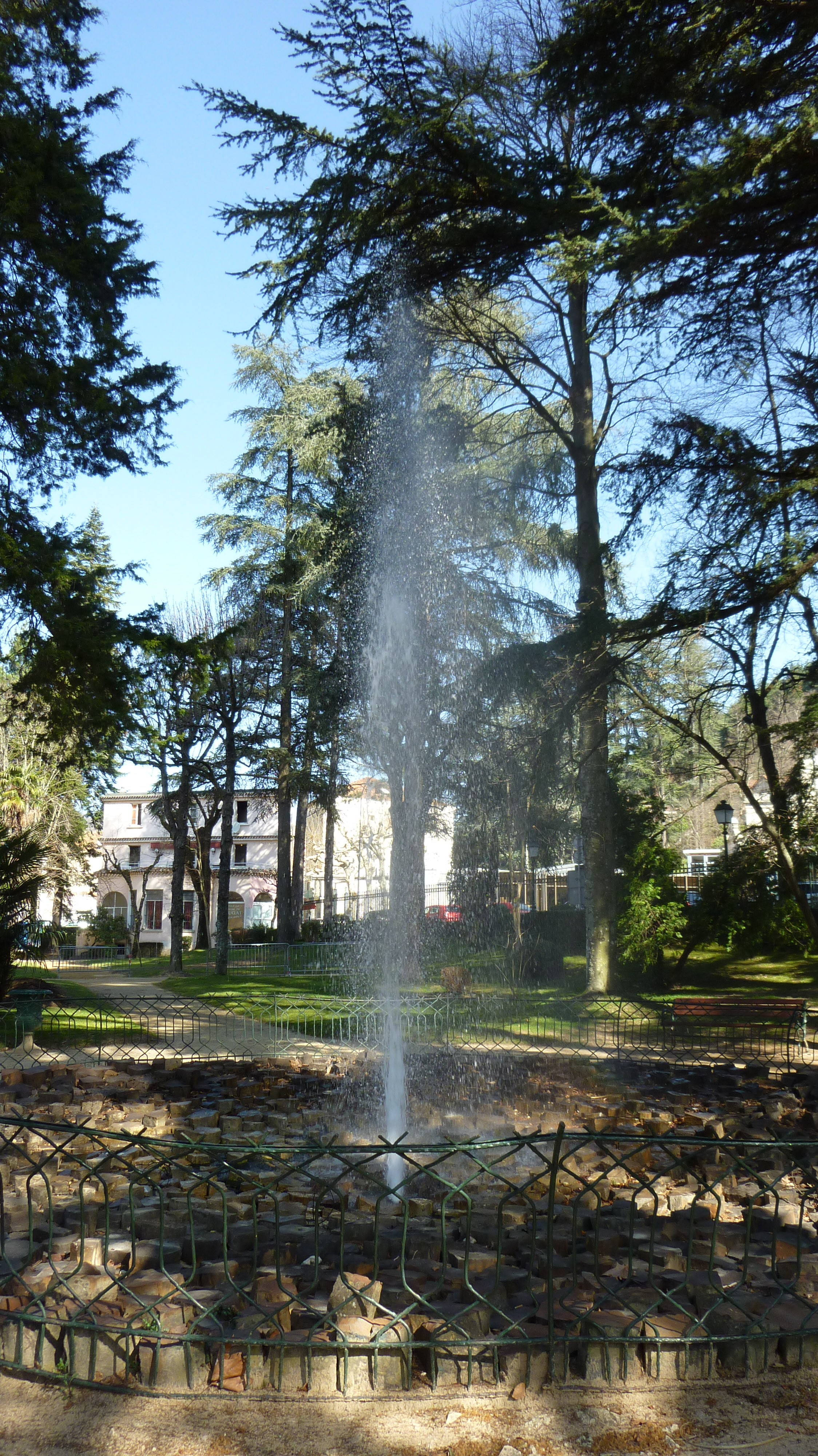
Source intermittente.

- La source intermittente découverte par Firmin Galimard. Vue par Jean Volane en 1897 : « Un grondement souterrain annonce le phénomène, puis voici un jet d'écume qui éructe et mouille de sa bave les premières pierres … Le trou redevient noir, la source semble puiser dans cette retraite une force nouvelle, le jet monte, tombe, remonte, retombe, grandissant à chaque chute, ronflant, crachant, rugissant jusqu'à ce qu'arrivé à l'apogée, il lance avec une majesté souveraine sa colonne d'eau, réduite en poussière impalpable … Magnifique de blancheur et de grâce, l'Intermittente s'élève à la hauteur des arbres, et tous les yeux convergent vers son panache, vers cet œillet gigantesque aux senteurs sulfureuses… L'apothéose dure ainsi quelques secondes, puis insensiblement, la colonne décroît, décroît ; le trou râle maintenant, une dernière poussée lâche, et plus rien, que le bouillonnement souterrain de l'eau qui se retire… ».
- Le vieux Vals est un centre ancien pittoresque, avec ses ruelles et ses maisons accrochées à la colline.
- Le musée « Maison Champanhet » est le nid de la Famille Galimard et a été offert par la même Famille, il présente le savoir-faire des Hautes-Cévennes d'Ardèche, à travers des reconstitutions, des films des objets de collection et de l'artisanat d'art local.

### Personnalités liées à la commune
- Jean André Champanhet (1785-1869), magistrat, homme politique et député de l'Ardèche, y est né.
- Auguste Laforêt (1801-1880), magistrat, érudit polygraphe, historien, membre de l'Académie de Marseille.
- Louis Georges Gouy (1854-1926), physicien, y est né.
- Paul Champetier, (1871-1927), propriétaire de la source « La Reine », maire de Vals-les-Bains de 1912 à 1919 et député de 1914 à 1919, y est né et mort.
- Paul Ribeyre (1906-1988), homme politique, sénateur et député de l'Ardèche, plusieurs fois ministre sous la IVe République, il fut maire de Vals-les-Bains de 1943 à 1983. Il y avait passé son enfance puis avait succédé plus tard à son père à la tête de la société des Eaux de Vals.
- Joséphine Dupuis (1908-1965), résistante et femme politique, députée de la Seine de 1946 à 1951, y est morte.
- Jean Charay (1916-1997), prêtre et historien, archéologue, écrivain et humaniste français, y est né.
- Jocelyne Villeton (1954-), athlète de fond française, médaillée de bronze du marathon aux championnats du monde d'athlétisme 1987, y est née.
- Gilles Dreu (1934-2025), chanteur, qui y résidait depuis 2018 avec son épouse Yolande Chapuisat, y est mort.
- Jean-Claude Flory (1966-), maire de Vals-les-Bains de 1993 à 2022 et député de l'Ardèche de 2002 à 2012.
- Anne Ventalon (1972-), conseillère municipale de Vals et sénatrice de l'Ardèche.